# アボイルズ郡 (ルイジアナ州)
アボイルズ郡（アボイルズぐん、英: Avoyelles Parish）は、アメリカ合衆国ルイジアナ州の中央部に位置する郡である。2010年国勢調査での人口は42,073人であり、2000年の41,481人から1.4％増加した。郡庁所在地はマークスビル市（人口5,702人）であり、同郡で人口最大の町でもある。郡名はアボイル族インディアンに因んで名付けられた。

## 歴史
アボイルズ郡はフランス語とその音楽や料理の伝統で知られている。この地域に最初に入ったのは紀元前300年頃のインディアンだった。今日のマークスビル市にあるミシシッピ川の古い水路岸には3つの大きな墳墓があり、博物館や国立公園局がその文明を伝えている。川の東岸にいたナチェズ族から出たチュニカ族が200年近く後にアボイル族を征服して同化し、現在は郡内のインディアンの大勢となっている。
1750年頃、スペイン人とアフリカ人交易業者がこの地域に入った最初の外国人となった。18世紀後半、カナダのケベック、フランスのノルマンディーなど、スコットランド、ベルギー、イタリア、ドイツ、スペインなどのヨーロッパ人が到着し、町や村を設立して今日に続いている。その出身国との結びつきから州南部のアカディア人（ケイジャン）とは一線を画すことになった。後にハイチやフランス領西インド諸島でナポレオンのフランスに仕え、忠実であった黒人が郡内に入ってきた。避難民としての彼らは地域のインディアンやヨーロッパ人に迎え入れられた。これら3つの文化が交じり合い、言語、食事および家族の結びつきに特徴のあるクレオール文化を作り上げた。
今日、言語、食事、および様々な民間の伝統における類似性の故に、アボイルズ郡の文化は便宜上ケイジャン文化の大きな傘の下に置かれている。民間ではアボイルズ郡の人々を「クーナス」と呼ぶこともある。
1906年、V・L・ロイがアボイルズ郡とラファイエット郡双方の教育監督官を務め、コーンクラブ設立に貢献したが、これが後にルイジアナ4Hクラブとなった。

## 地理
アメリカ合衆国国勢調査局に拠れば、郡域全面積は866平方マイル (2,242.9 km2)であり、このうち陸地832平方マイル (2,154.9 km2)、水域は33平方マイル (85.5 km2)で水域率は3.84％である。

### 主要高規格道路
- 州間高速道路49号線
- アメリカ国道71号線
- ルイジアナ州道1号線
- ルイジアナ州道29号線

### 隣接する郡
- ラサール郡、カタホウラ郡 - 北
- コンコルディア郡 - 北東
- ウェストフェリシアナ郡 - 東
- ポイントクーピー郡 - 南東
- セントランドリー郡 - 南
- エヴァンジェリン郡 - 南西
- ラピッズ郡 - 西

### 国立保護地域
- グランドコート国立野生生物保護区（部分）
- オフェリア湖国立野生生物保護区

## 人口動態
以下は2000年の国勢調査による人口統計データである。
| 基礎データ - 人口: 41,481人 - 世帯数: 14,736 世帯 - 家族数: 10,580 家族 - 人口密度: 19人/km2（50人/mi2） - 住居数: 16,576軒 - 住居密度: 8軒/km2（20軒/mi2） 人種別人口構成 - 白人: 68.47% - アフリカン・アメリカン: 29.49% - ネイティブ・アメリカン: 1.01% - アジア人: 0.17% - その他の人種: 0.19% - 混血: 0.66% - ヒスパニック・ラテン系: 0.97% 言語別人口構成 - フランス語またはケイジャン・フランス語: 17.64% - スペイン語: 2.12% 年齢別人口構成 - 18歳未満: 26.8% - 18-24歳: 9.2% - 25-44歳: 29.0% - 45-64歳: 21.3% - 65歳以上: 13.7% - 年齢の中央値: 35歳 - 性比（女性100人あたり男性の人口） - 総人口: 96.4 - 18歳以上: 93.9 | 世帯と家族（対世帯数） - 18歳未満の子供がいる: 36.3% - 結婚・同居している夫婦: 51.7% - 未婚・離婚・死別女性が世帯主: 15.7% - 非家族世帯: 28.2% - 単身世帯: 25.0% - 65歳以上の老人1人暮らし: 11.9% - 平均構成人数 - 世帯: 2.60人 - 家族: 3.11人 収入と家計 - 収入の中央値 - 世帯: 23,851米ドル - 家族: 29,389米ドル - 性別 - 男性: 27,122米ドル - 女性: 18,250米ドル - 人口1人あたり収入: 12,146米ドル - 貧困線以下 - 対人口: 25.9% - 対家族数: 21.7% - 18歳未満: 32.5% - 65歳以上: 25.0% |

## 都市と町

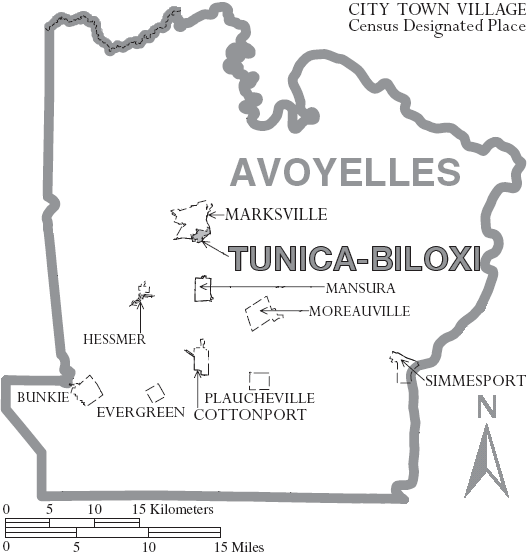
アボイルズ郡図

- ボーデロンビル
- バンキー
- センターポイント
- コットンポート
- エバーグリーン

- ヘスマー
- マンシュラ

- マークスビル - 郡庁所在地
- モロービル

- プローシェビル
- シメスポート

## 教育
アボイルズ郡教育委員会が公立学校を運営している。10の学校があり、生徒数は6,000人以上である。

## 著名な出身者
- マーク・デューパー、アメリカンフットボール選手、マイアミ・ドルフィンズ
- ノーマ・マコービー、女性運動家、女性の堕胎の権利を保障していると初めて判示したロー対ウェイド事件の裁判の原告女性
- リトル・ウォルター、本名はマリオン・ウォルター・ジェイコブス、ブルース・ハーモニカ奏者